# Europameisterschaften 1894
Als Europameisterschaft 1894 oder EM 1894 bezeichnet man folgende Europameisterschaften, die im Jahr 1894 stattfanden:
- Eiskunstlauf-Europameisterschaft 1894
- Ruder-Europameisterschaften 1894